# François Dumont (professeur)
Pour les articles homonymes, voir François Dumont et Dumont.
François Dumont (né en 1956) est un professeur de littérature, essayiste et poète québécois.

## Biographie
De 1979 à 1984, Francois Dumont a enseigné la philosophie au Cégep de Jonquière, au Cégep de Chicoutimi et au Cégep de Limoilou. De 1992 à 1995, il a enseigné au Département de français de l’Université du Québec à Trois-Rivières.
Réputé pour la rigueur de ses travaux, il est professeur de littérature québécoise au Département des littératures de l'Université Laval depuis 1995. Membre régulier du Centre de recherche interuniversitaire sur la littérature et la culture québécoises (CRILCQ) de 1995 à 2014, il a dirigé le Centre Hector-De Saint-Denys-Garneau (Université Laval).
Ses travaux portent sur la littérature québécoise. Il s'intéresse à la poétique des genres (poésie, essai, recueil, carnet), à l'histoire littéraire et à la création littéraire. Il est notamment co-auteur de La Littérature au cégep (1968-1978). Le statut de la littérature dans l’enseignement collégial,.
Il est l'auteur de chansons et de recueils de poèmes publiés aux Éditions de l'Hexagone et au Noroît.
Il est le fils du sociologue et historien Fernand Dumont.

### Travail d’édition
Il édite deux ouvrages, François-Xavier Garneau, Poèmes, Québec, Nota bene, collection « Cahiers du Centre Hector-De Saint-Denys-Garneau », no 1, 2008, 171 p. Édition intégrale préparée sous la direction de François Dumont ; postface de Robert Melançon (ISBN 978-2-89518-271-9) ainsi que Saint-Denys Garneau, Journal (1929-1939), Québec, Nota bene, coll. « Cahiers du Centre Hector-De Saint-Denys-Garneau », no 5, 2012, 613 p. Édition de François Dumont en collaboration avec Julie St-Laurent et Isabelle Tousignant (ISBN 978-2-89518-423-2).
Il dirige aussi Approches de l'essai, un ouvrage collectif se penchant sur l'art littéraire de l'essai, qui est bien reçu par la critique.

## Œuvres

### Poésie
- Eau dure, Montréal, L'Hexagone, 1989, 47 p. Dessins de Thomas Corriveau.  (ISBN 2890063461)
- Brisures, Montréal, Le Noroît, 2005, 63 p.  (ISBN 2-89018-552-4)
- Battements, Montréal, Éditions du Noroît, 2017, 98 p. Avec des gravures de Francisco de Goya.  (ISBN 9782897660659)

### Essais
- L'éclat de l'origine. La poésie de Gatien Lapointe, Montréal, L'Hexagone, coll. « Centre de recherche en littérature québécoise », no 9, 1989, 93 p.  (ISBN 2890067319)
- Usages de la poésie. Le discours des poètes québécois sur la fonction de la poésie (1945-1970), Sainte-Foy (Québec), Presses de l'Université Laval, collection « Vie des lettres québécoises », no 32, 1993, 248 p.  (ISBN 2-7637-7301-X)
- La poésie québécoise, Montréal, Boréal, collection « Boréal Express », no 21, 1999, 126 p.  (ISBN 2-89052-977-0)
- Histoire de la littérature québécoise, Montréal, Boréal, 2007, 689 p. Ill. Avec Michel Biron et Élisabeth Nardout-Lafarge, et la collaboration de Martine-Emmanuelle Lapointe.  (ISBN 978-2-7646-0522-6) Réédition : Montréal, Boréal, coll. « Boréal compact », no 210, 2010, 684 p. Ill.  (ISBN 978-2-7646-2027-4)
- Le poème en recueil, Québec, Nota bene, 2010, 147 p.  (ISBN 978-2-89518-349-5)
- L’ombre du roman, Montréal, Nota bene, 2017.

### Ouvrages collectifs
- Littérature québécoise: la recherche en émergence : Actes du deuxième Colloque interuniversitaire des jeunes chercheurs(e)s en littérature québécoise tenu les 13, 14 et 15 juin 1990 au Centre de recherche en littérature québécoise de l'Université Laval, Québec, Nuit blanche, coll. « Les Cahiers du Centre de recherche en littérature québécoise de l'Université Laval», série « Colloque », no 1, 1991, 244 p.  (ISBN 2921053063)
- Pour un bilan prospectif de la recherche en littérature québécoise, Québec, Nuit blanche, coll. « Les Cahiers du Centre de recherche en littérature québécoise », série « Séminaires », no 5, 1993, 271 p. Avec Louise Milot.  (ISBN 2-921053-11-X)
- La pensée composée. Formes du recueil et constitution de l'essai québécois, Québec, Nota bene, coll. « Les cahiers du Centre de recherche en littérature Québécoise de l'Université Laval », no 25, 1999, 286 p.  (ISBN 2-89518-035-0)

### Anthologies
- Approches de l'essai. Anthologie, Québec, Nota bene, coll. « Visées critiques », 2003, 276 p.  (ISBN 2-89518-137-3)
- Saint-Denys Garneau en revue, Québec et Montréal, Presses de l’Université du Québec et Voix et images, coll. « De vives voix », 2010, viii/184 p. Avec Andrée-Anne Giguère.

### Autres publications
- Situations du poème en prose au Québec, sous la dir. de Luc Bonenfant et François Dumont, Études françaises, vol. 39, no 3, 2003.  (ISSN 0014-2085)
- « Le statut de l’essai dans la poétique de Paul-Marie Lapointe, Voix et images, no 51, 1992 p. 411-423.  (ISSN 0318-9201)
- « L’essai littéraire québécois des années quatre-vingt : la collection “Papiers collés” », Recherches sociographiques, vol. 33, no 2, 1992, p. 323-335.
- « La prose de Saint-Denys Garneau : une poétique en creux », Voix et images, vol. 29, no 3, hiver 1994, p. 51-61.  (ISSN 0318-9201)
- « La littérature comme point de vue. Trois essayistes québécois contemporains : André Belleau, Jean Larose et François Ricard », Itinéraires et contacts de culture, nos 18-19, 1995, p. 89-96.  (ISSN 1157-0342)  (ISBN 2-7384-3129-1)
- « La théorisation de l’essai au Québec », dans Joseph Melançon (sous la dir. de), Le discours de l’université sur la littérature québécoise, Québec, Nuit blanche, série «Recherche», 1996, p. 331-356  (ISBN 2-921053-52-7)
- « Brève réplique à Gilles Marcotte. Recherches et études », Littératures, no 14, 1996, p. 131-133.  (ISSN 0838-1453)
- « Le fonds des formes : la dynamique des genres chez André Belleau », Revue belge de philosophie et d’histoire, vol. 75, no 3, 1997, p. 761-769.
- « Bifurcation de l’essai dans l’œuvre de Jacques Brault », dans Anne Caumartin et Martine-Emmanuelle Lapointe (sous la dir. de), Parcours de l’essai québécois (1980-2000), Québec, Nota bene, coll. « Essais critiques », 2004, p. 83-95.  (ISBN 2-89518-115-2)
- « L’étrangeté de la poésie », Études françaises, vol. 53, no 1, 2017, p. 23-41. Sur Gilles Marcotte.  (ISSN 0014-2085)  (ISBN 978-2-7606-3740-5)
- « La poésie à distance », Voix et images, no 125, hiver 2017, p. 35-45. Sur André Belleau.  (ISSN 0318-9201)
- André Belleau, Le romancier fictif. Essai sur la représentation de l’écrivain dans le roman québécois, Québec, Nota bene, coll. « Visées critiques » 1999, 229 p. « Présentation » de François Dumont.
- Poety Kvebeka, anthologie de poèmes québécois traduits en russe, sous la dir. de Mikhaïl Yasnov, Saint-Pétersbourg, Académie des sciences de la Russie, 2011. Préface et notices de François Dumont.

- Zones d'ombre, chansons, poèmes et blues, Montréal, Bluetracks, 2010.
- Contrepoints, poèmes, sons et musiques, en collaboration avec Claude Bellavance et Guy St-Jean, Ivry-sur-Seine, Biennale internationale des poètes en Val-de-Marne/Paris, Radio Aligre, 2010.

## Prix et honneurs
- 2005 - Finaliste du Prix du Gouverneur général : poésie de langue française pour Brisures
- 2007 - Prix Gabrielle-Roy, pour Histoire de la littérature québécoise, avec Michel Biron et Élisabeth Nardout-Lafarge
- 2008 - Prix Jean-Éthier-Blais, pour Histoire de la littérature québécoise, avec Michel Biron et Élisabeth Nardout-Lafarge
- 2010 - Prix Gabrielle-Roy pour Le poème en recueil